# Librairie générale de droit et de jurisprudence
La Librairie générale de droit et de jurisprudence, ou LGDJ, est un éditeur juridique français fondé en 1904, et dont les origines remontent à 1836.
En tant qu'éditeur, il est, depuis 2008, une marque du groupe Lextenso éditions.

## Historique

### Origines
Au milieu des années 1830, naît la Librairie Cotillon de jurisprudence ancienne et moderne. Fondée rue des Grès (à présent disparue), à Paris, en France, elle s’installe, en 1855, au 23, rue Soufflot. Elle côtoie ainsi une maison concurrente créée en 1872 par François Pichon (1849-1924). Rachetant plusieurs fonds, cet homme de lettres, auteur de plusieurs romans et essais, se lance dans l’édition, en privilégiant l’impression et la vente des thèses de la faculté de droit de Paris. En 1879, Cotillon et Pichon décident de fusionner, déménagent au 24, rue Soufflot et s’efforcent d’attirer des collaborations nouvelles et des auteurs prestigieux. Ils impriment aussi bien l’imposant Traité de droit commercial de Charles Lyon-Caen et Louis Renault que les travaux de la Société de législation comparée. Cette nouvelle maison, Librairie Cotillon, F. Pichon successeur, arbore, sur ses catalogues, le titre de « libraire du Conseil d’État et de la Société de législation comparée ».
Au même moment, Hyacinthe-Auguste Marescq (1817-1873) se lance dans une aventure de même nature. Il fonde, en 1852, au 17, rue Soufflot, une maison, en collaboration avec Michel Eugène Dujardin. Profitant de l’acquisition du fonds des ouvrages juridiques du libraire Victor Lagier (l’éditeur des œuvres du doyen de la faculté de droit de Dijon, Jean-Baptiste Victor Proudhon), la société Marescq-Dujardin peut ainsi élargir un catalogue déjà bien fourni. Cette société fait pourtant long feu. Après sa dissolution, Hyacinthe Marescq lance, en 1858, les éditions Marescq ainé qui se révèlent l’une des plus actives du secteur. Elles sont alors domiciliés 20, rue Soufflot. Après le décès du fondateur en 1873, le flambeau est repris par son gendre, Remi Chevalier : la librairie Chevalier-Marescq était née. Se saisissant des opportunités offertes par la rénovation républicaine des études juridiques, Chevalier charge Hippolyte-Ferréol Rivière d’une série de Codes français (ou Codes Rivière) et met sur pied un recueil mensuel de jurisprudence et de législation, Les Pandectes françaises. Ces opérations dispendieuses imposent à l’éditeur de se rapprocher d’autres partenaires (notamment, les éditions Plon) qui apurent sa situation financière. En contrepartie, il est contraint de s’adjoindre Louis Durand-Auzias (1834-1930) qui devient, à ses côtés, administrateur de la librairie. Ce dernier n’est autre que le beau-frère de l’industriel Aymé Darblay dont la société est l’un des bailleurs de fonds de l’éditeur en difficulté. Contrôleur des dépenses, Durand-Auzias prend en main, à partir de 1889, les destinées de la maison.

### Fondation de la société anonyme
En 1903, le décès de Rémi Chevalier marque un tournant : afin d’assurer le développement de leurs entreprises respectives, Louis Durand-Auzias et François Pichon décident de réunir leurs forces pour donner naissance en avril 1904 à une société anonyme : la Libraire générale du droit et de jurisprudence. Pichon apporte son expérience d’éditeur (il vient notamment de signer avec Marcel Planiol pour son Traité élémentaire de droit civil) ; Durand-Auzias met dans la balance un catalogue volumineux, ses revues et ses Pandectes françaises (dirigées par les professeurs Weiss et Louis-Lucas). Dans l’entre-deux-guerres, ce sont leurs fils, Raymond Durand-Auzias et Robert Pichon, associés précocement à la gestion de la société, qui reprennent la direction. C’est sous cette dernière, au milieu des années 1930, que la librairie M. Giard et Cie est rachetée. Non content d’étendre les activités de la LGDJ et de consolider sa réputation dans les milieux juridiques, ils sont également, à l’instar de leurs pères, investis dans des œuvres sociales et dans les organismes représentatifs de l’édition. Robert assume le secrétariat général de l’œuvre des Orphelins des Industries du livre tandis que Raymond représente, pendant plus de dix ans, les intérêts des Industries du Livre au tribunal de commerce de la Seine. Il en devient président de Chambre. Surtout, Raymond Durand-Auzias assure la charge de trésorier du Cercle de la librairie et du Syndicat des Éditeurs. Cette compétence reconnue et son implication dans la vie collective de la profession le conduisent à occuper, à partir de 1941, la présidence de la section financière du Comité d’Organisation du Livre (organisme chargé des problèmes économiques et techniques de cette branche d’activité). Durant l'Occupation, à partir de décembre 1940, Raymond Durand-Auzias est nommé administrateur provisoire de plusieurs maisons d'édition aryanisées (Éditions Ferenczi, Fernand Nathan, Gedalge, Éditions de Cluny), position dont il est démissionné en juin 1941. 
À la Libération, dès septembre 1944, Raymond Durand-Auzias est élu à la présidence de la commission d’épuration de l’édition (aux côtés de Vercors, Jean-Paul Sartre, Jean Fayard ou encore Pierre Seghers).
Après 1945, les facultés de droit et les professions juridiques connaissent des transformations inédites. La démocratisation des études, la massification des études supérieures et la professionnalisation des filières ne restent pas sans conséquences sur la politique de la LGDJ. Cette dernière participe du mouvement de progression de l’édition juridique, de la diversification et de l’augmentation d’une offre éditoriale tentant de répondre aux attentes d’un marché en constante évolution.[réf. nécessaire]
Robert Pichon, éditeur associé, meurt en 1966, et Raymond Durand-Auzias, président, meurt en 1970. 

### LJA - Lextenso
Plus récemment, l’explosion du numérique et une compétitivité accrue dans le secteur de l’édition juridique conduisent la maison d'édition à franchir une nouvelle étape. Sous la direction de Vincent Marty, petit-fils de Raymond Durand-Auzias, la LGDJ intègre en 1987 les Éditions juridiques associées (EJA), devenues en 2008 Lextenso éditions.

## Édition
La plupart des grands traités, ouvrages longs — entre cinq cents et 1 200 pages environ —, rédigés et mis à jour par des professeurs de droit, publiés par Lextenso sont publiés sous cette la marque LGDJ (exemple : le Traité de droit civil en plusieurs volumes, sous la direction de Jacques Ghestin), à l'exception des traités de droit public publiés sous la marque Montchrestien.
La LGDJ accueille aussi trois collections de thèses en droit, la Bibliothèque de droit privé, la Collection de l'Institut Varenne et la Bibliothèque de droit public. Elle publie également des revues, comme la récente revue Droit et Littérature.

## Librairie
Outre ses activités d'édition, la LGDJ est aussi une librairie, tant physique qu'en ligne, vendant d'abord des ouvrages de droit et dans une moindre mesure d'économie et de gestion. Elle est située 20, rue Soufflot, à Paris.